# Ricinocarpos undulatus
Ricinocarpos undulatus là một loài thực vật có hoa trong họ Đại kích. Loài này được Lehm. miêu tả khoa học đầu tiên năm 1848.